# SIAM Journal on Applied Dynamical Systems
SIAM Journal on Applied Dynamical Systems (ook SIADS) is een internationaal, aan collegiale toetsing onderworpen wetenschappelijk tijdschrift op het gebied van de
toegepaste wiskunde.
De naam wordt in literatuurverwijzingen meestal afgekort tot SIAM J. Appl. Dyn. Syst., terwijl informeel de afkorting SIADS gebruikt wordt.
Het wordt uitgegeven door de Society of Industrial and Applied Mathematics (SIAM) en verschijnt 4 keer per jaar.
Het eerste nummer verscheen in 2002.